# 호계서원
호계서원(虎溪書院)은 경상북도 안동시 임하면 임하리에 있는 서원이다. 1973년 8월 31일 경상북도의 유형문화재 제35호로 지정되었다.

## 개요
조선 선조 6년(1573)에 월곡면 도곡동에 여강서원이라는 이름으로 지었다. 처음에는 퇴계의 위패를 모시고 제사 지내다가 광해군 12년(1620)에 학봉 김성일, 서애 유성룡 2분의 위패를 함께 모시게 되었다. 숙종 2년(1676)에 임금으로부터 ‘호계’라는 이름과 토지·노비 등을 하사받았다. 흥선대원군의 서원철폐령 때 없어졌다가 7년 뒤에 강당만 새로 지어 오늘에 이르고 있다. 안동댐 건설로 인하여 1973년 이곳으로 옮겨 다시 지었다.
앞면 5칸·옆면 3칸 규모이며, 지붕 옆면이 사람 인(人)자 모양인 맞배지붕집이다. 평면상으로는 一자집인데, 지붕의 양쪽 끝이 정면을 보고 있는 ㄷ자형의 매우 특이한 형태이다. 가운데는 마루이고 양쪽은 방이다. 해마다 1번씩의 당회가 이곳에서 열린다.
현재 퇴계는 도산서원, 학봉은 임천서원, 서애는 병산서원에 각각 위패가 모셔져 있다.

## 참고 문헌
- 호계서원 - 국가유산청 국가유산포털
- 호계서원(虎溪書院) - 한국서원연합회